# Velimir Aljinović
Velimir Aljinović (-), nogometaš Hajduka iz 1950-tih godina. Odigrao je ukupno 17 utakmica od čega dvije prvenstvene, a ostale prijateljske.
Prvi službeni nastup ima protiv Željezničara u Sarajevu 20. listopada koju je Hajduk pogocima legendarnih igrača Vidoševića (2), Papeca, Vastića i Radovića dobio s 2:5.
Sljedeći nastup mu je već predstojeća utakmica sedam dana kasnije protiv Zagreba u Splitu, koju Hajduk opet dobiva pogocima Vastića i Papeca.
Statistika u Hajduku
| Natjecanje        | Nastupi | Zgoditci |
| ----------------- | ------- | -------- |
| Prvenstvo         | 2       | 0        |
| Kup               | 0       | 0        |
| Superkup          | 0       | 0        |
| Međunarodne       | 0       | 0        |
| Splitski podsavez | 0       | 0        |
| Ukupno            | 2       | 0        |
| Prijateljske      | 15      | 0        |
| Sveukupno         | 17      | 0        |